# Lakeside (Oregon)
Lakeside é uma cidade localizada no estado norte-americano de Oregon, no Condado de Coos.

## Demografia
Segundo o censo norte-americano de 2000, a sua população era de 1371 habitantes.
Em 2006, foi estimada uma população de 1486, um aumento de 115 (8.4%).

## Geografia
De acordo com o United States Census Bureau tem uma área de
5,9 km², dos quais 5,1 km² cobertos por terra e 0,8 km² cobertos por água.

## Localidades na vizinhança
O diagrama seguinte representa as localidades num raio de 28 km ao redor de Lakeside.